# Jiří Hudec (Kontrabassist)
Jiří Hudec (* 1953 in Brünn) ist ein tschechischer Kontrabassist und Musikpädagoge.

## Leben und Wirken
Jiří Hudec ist der Sohn des Dirigenten und Komponisten Jiří Hudec (1923–1996). Er studierte an der Janáček-Akademie (JAMU) in Brünn. Nach Abschluss des Studiums im Jahre 1977 spielte er als Kontrabassist im Orchester der Tschechischen Philharmonie Prag, ab 1990 als Solobassist.  
Er war u. a. Finalist beim Kontrabasswettbewerb Markneukirchen (1975) und Preisträger des Internationalen Kontrabasswettbewerbs Isle of Man 1978.
Neben seiner Orchestertätigkeit konzertierte er als Kammermusiker und Solist mit bekannten Orchestern und Ensembles u. a. beim Festival Prager Frühling, in der Wigmore Hall und in der Queen Elizabeth Hall in London, wo er als Solist gemeinsam mit dem English Chamber Orchestra die Uraufführung des Konzertes für Kontrabass von Richard Rodney Bennett spielte.
Hudec unterrichtete seit 1980 an der Akademie der musischen Künste in Prag und wurde dort 2007 zum Professor ernannt. Seit 2001 unterrichtete er ebenfalls am Royal Northern College of Music und gibt außerdem Meisterkurse z. B. an der Royal Academy of Music und in Japan. Es wurden zahlreiche CD- und Rundfunkaufnahmen von ihm veröffentlicht. Einer seiner bedeutendsten Schüler ist Božo Paradžik.